# Olympus Alpine Biblioteca
Die 2010 gegründete Olympus Alpine Biblioteca enthält Werke, die den Olymp in Griechenland behandeln. Ziel ist es, eine möglichst vollständige Sammlung aller veröffentlichten Bücher und Texte anzulegen und, wenn möglich, zum Download bereitzustellen. Die Auflistung erfolgt chronologisch nach dem Datum der Veröffentlichung und reicht bis ins Jahr 1776 zurück.
Es werden über 300 Bücher, E-Books und PDF gelistet, von denen sich einige, insbesondere ältere Exemplare, nicht mehr im Handel befinden. Bemerkenswert ist, dass die meisten Titel, die im 19. Jahrhundert veröffentlicht wurden, heruntergeladen werden können. Darunter befinden sich Klassiker wie „Travels in northern Greek (1835)“ von William M. Leake oder „Le Mont Olympe et L’ Acarnanie (1860)“ von Léon Heuzey.
Von den im 20. und 21. Jahrhundert veröffentlichten Werken können fast die Hälfte für private Zwecke gespeichert werden.
Derzeit sind Titel in den Sprachen Griechisch, Englisch, Deutsch, Französisch und Italienisch erfasst. Die Downloads sind kostenlos.
Der Themenkreis umfasst unter anderem:
- Archäologie
- Bergsteigen
- Fauna
- Flora
- Geografie
- Geologie
- Geschichte
- Reisebeschreibungen
- Sport